# Miliobàtids

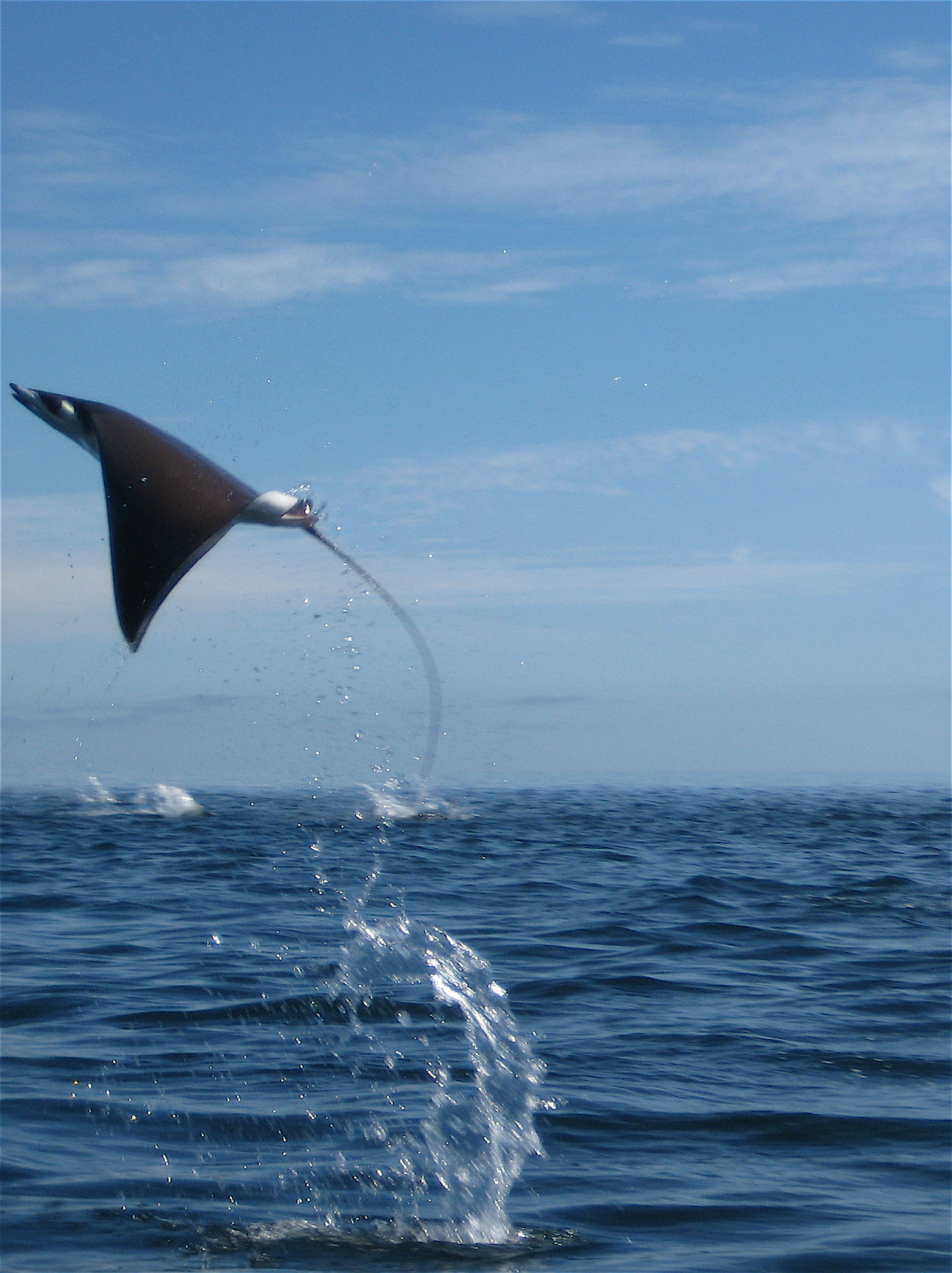
Exemplar saltant fora de l'aigua.

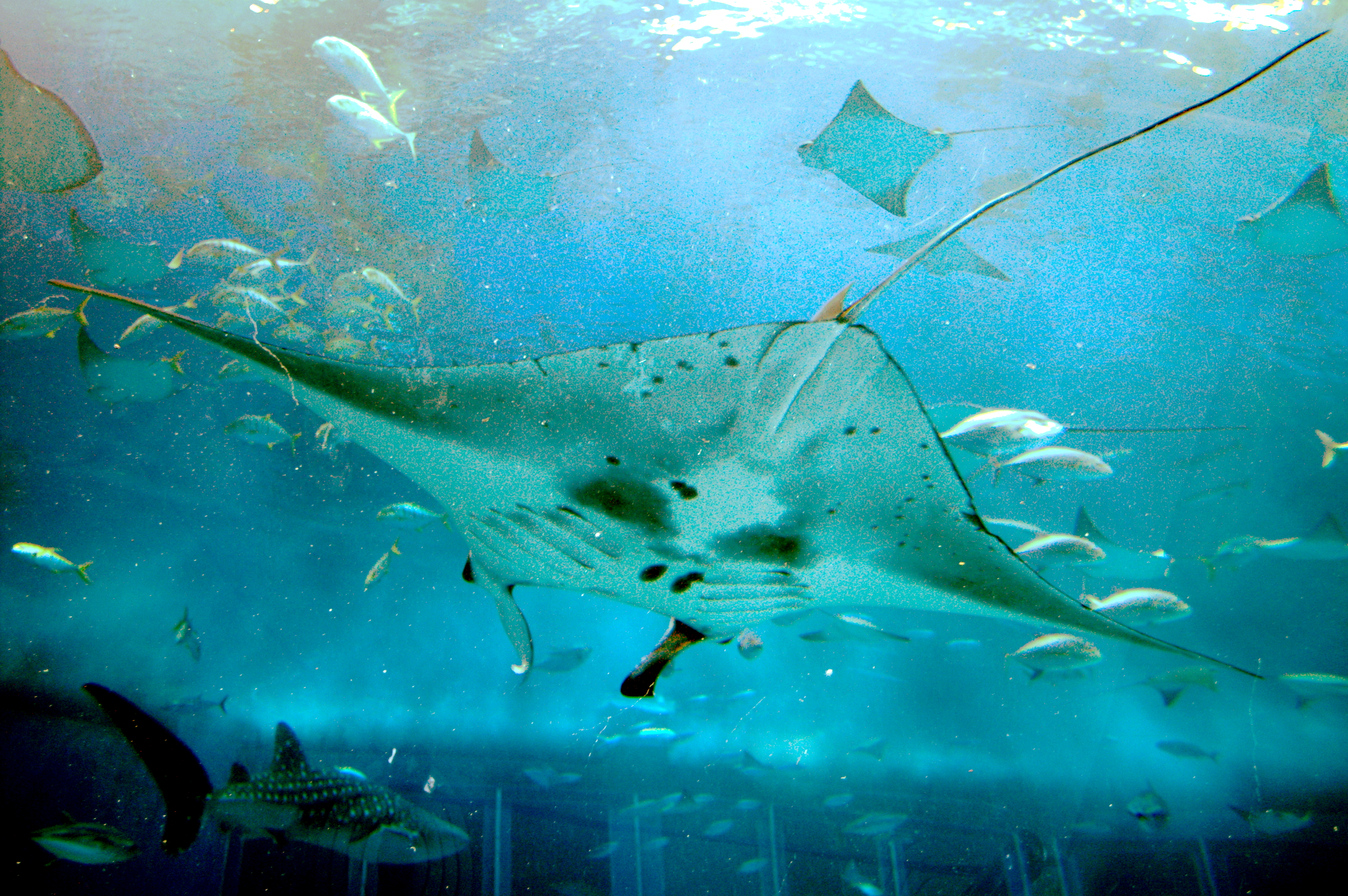
Un exemplar a l'aquari Churaumi d'Okinawa

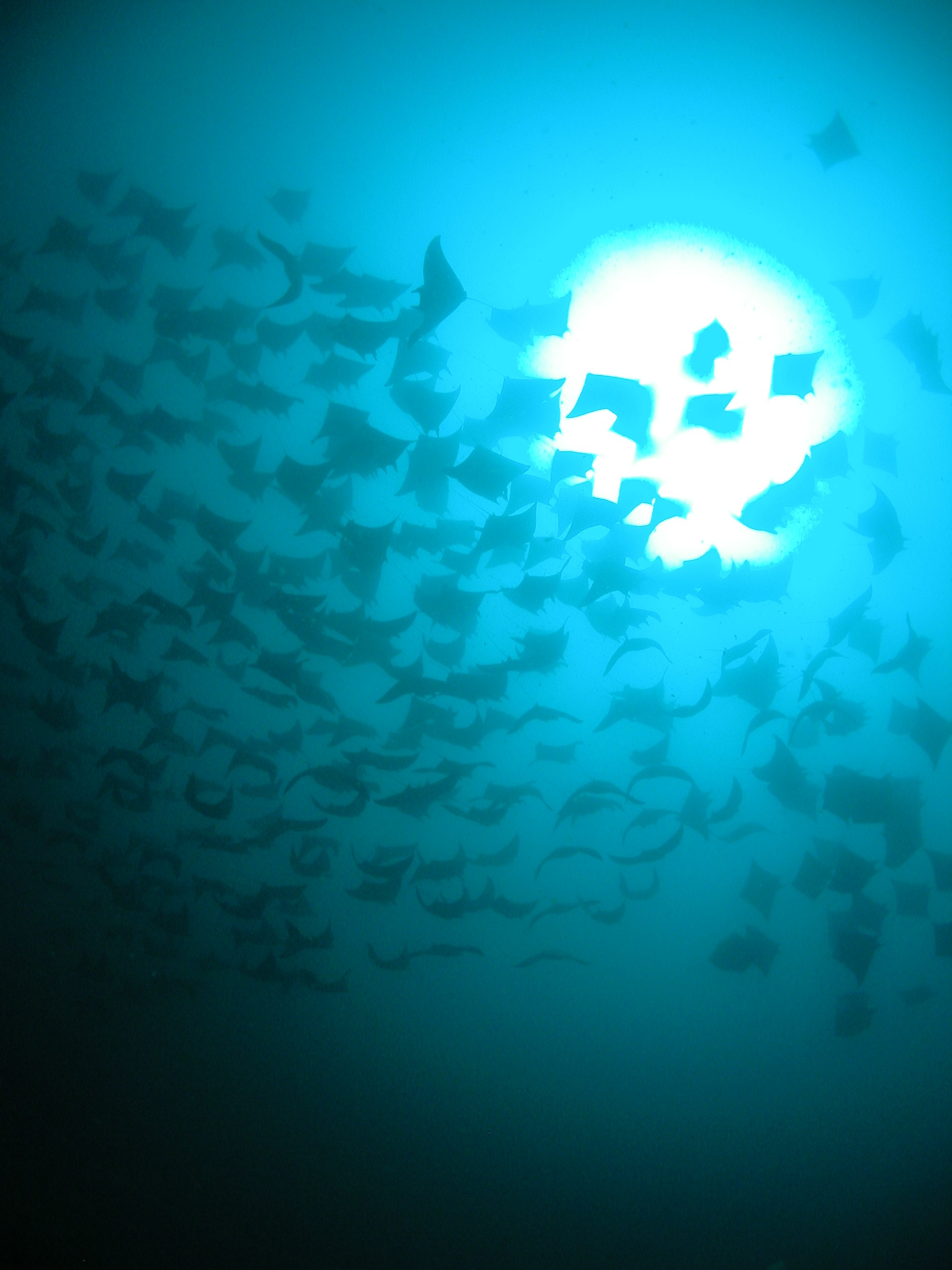
Una mola a La Paz, Mèxic.

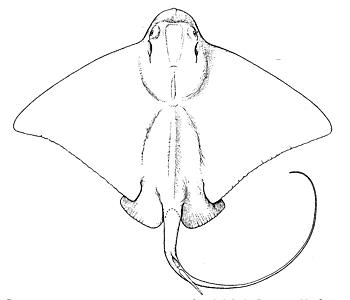
Myliobatis goodei

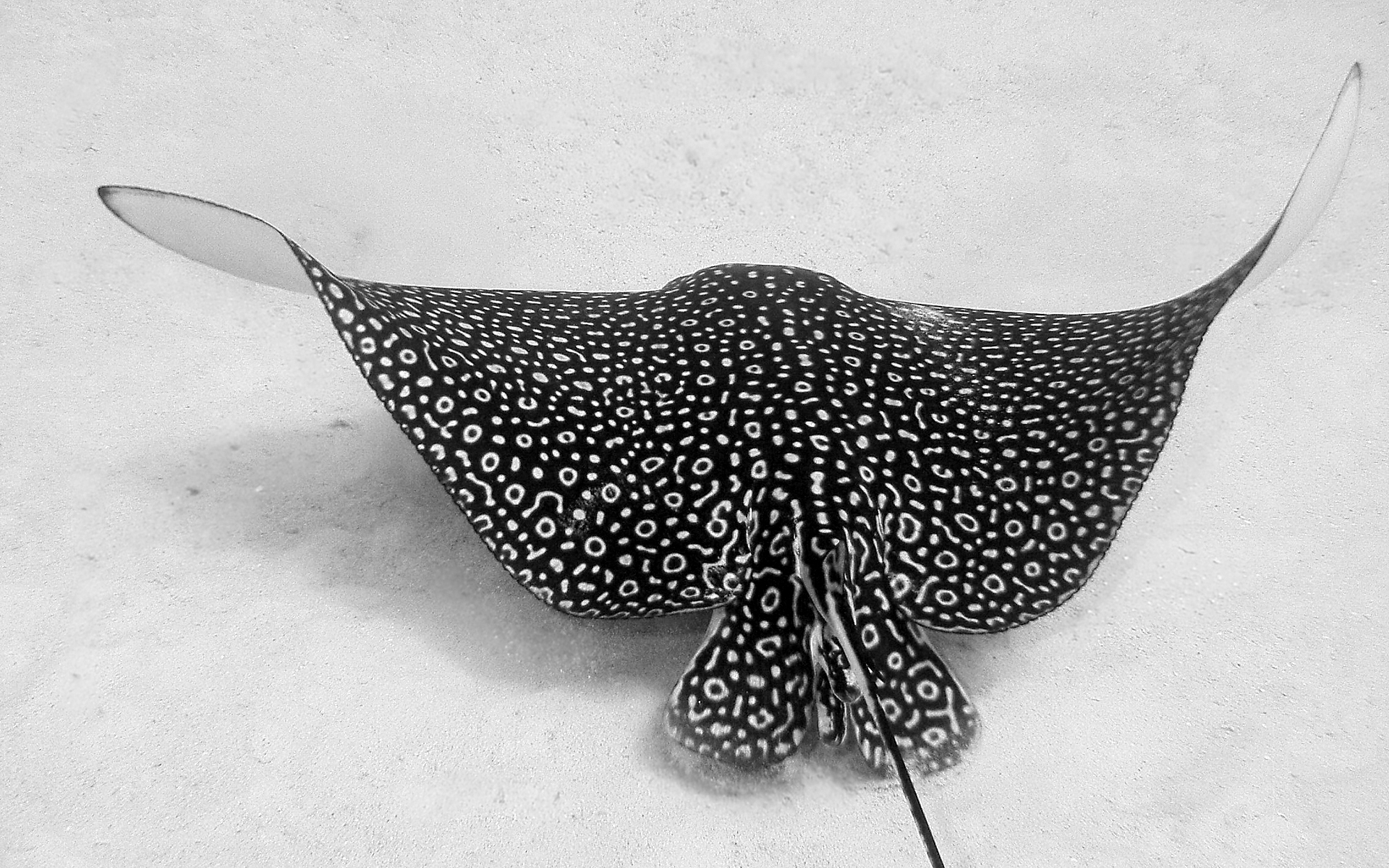
Aetobatus narinari fotografiat a les Illes Caiman

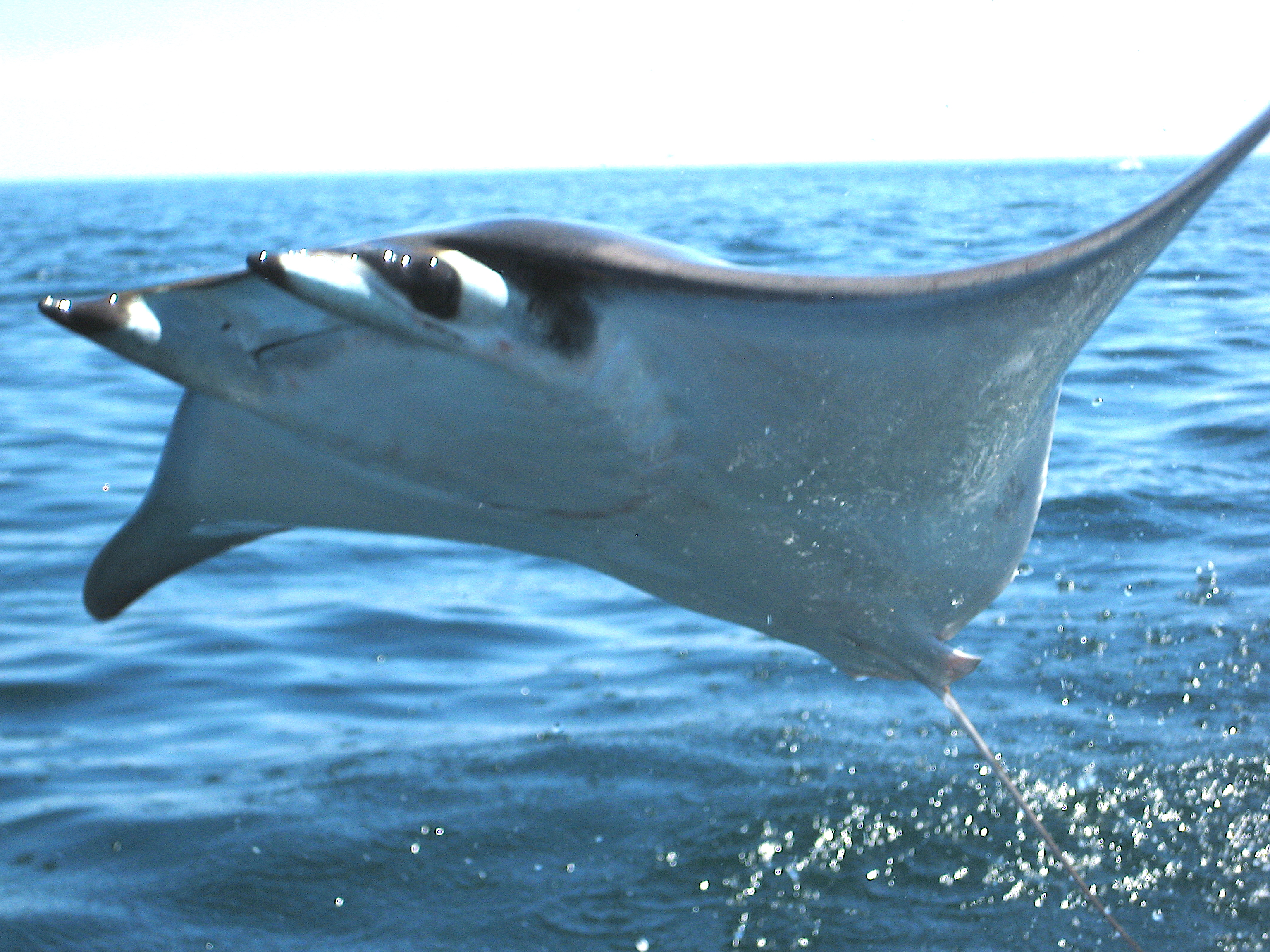
Exemplar fotografiat a la costa de la Península de Baixa Califòrnia.

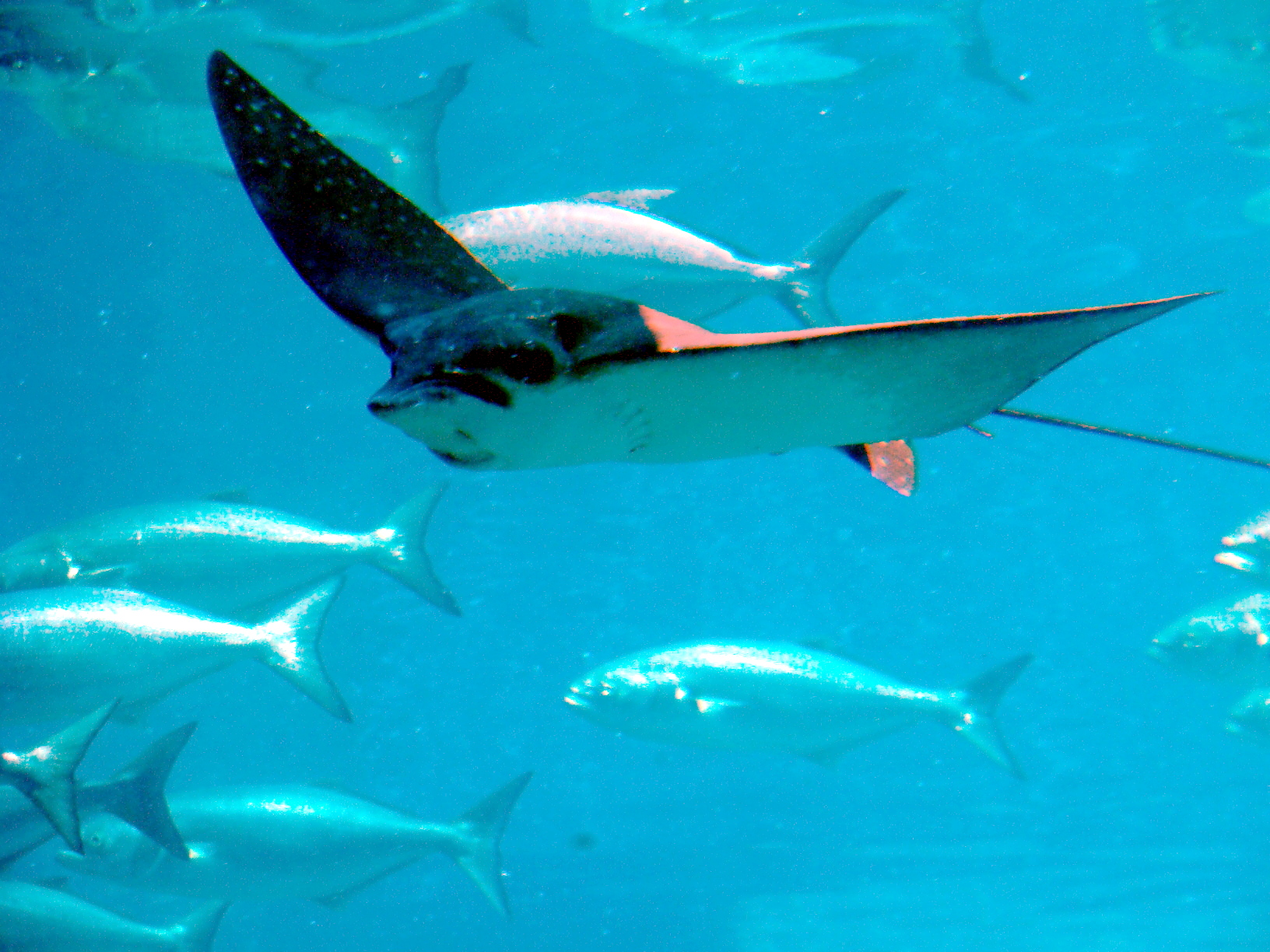
Exemplar fotografiat al parc uShaka Marine World de Durban, Sud-àfrica.

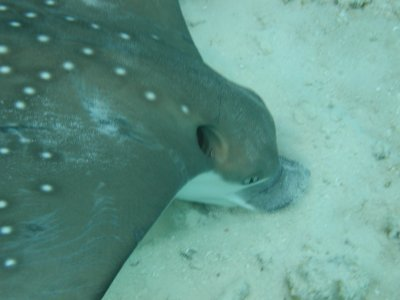
Aetobatus narinari fotografiat a les Maldives.

Els miliobàtids (Myliobatidae) són una família de peixos cartilaginosos de l'ordre dels myliobatiformes amb 7 gèneres i 42 espècies.
Inclou la coneguda milana o tòtina (Myliobatis aquila). Per ignorància de la significació originària del mot, els pescadors de Tarragona també apliquen aquest darrer nom a l'escurçana (Dasyatis pastinaca). La confusió de noms entre els dasiàtids i els miliobàtids no és un defecte exclusiu dels pescadors catalans, sinó que també la fan els italians.

## Morfologia
Algunes espècies del gènere Manta assoleixen els 7 m d'ample i els 1.300 kg de pes. El cap és prominent, amb l'aleta cefàlica, i es troba elevat sobre el pla del disc. El disc és molt més ample que llarg.
A la part anterior del cap hi ha un lòbul rostral en forma de visera, l'aleta cefàlica, que és la part més anterior de les aletes pectorals que ha quedat separada de la resta per una escotadura molt profunda. Els ulls i els espiracles es troben en posició lateral. Tenen fortes mandíbules proveïdes de plaques de dents trituradores grosses, planes i poligonals col·locades en diverses fileres que són emprades per moldre mol·luscs.
Les aletes pectorals són agudes i no té aleta caudal. La cua és llarga, filamentosa i ben destacada del disc. És de llargada molt superior a la del disc: a la part anterior porta una única aleta dorsal i darrere d'aquesta un fort agulló. Després de l'agulló la cua s'aprima en forma de fuet.
La major part d'espècies tenen espines verinoses a la base de la cua.

## Reproducció
Són animals vivípars. Les cries (entre 2 i 6) neixen completament desenvolupades.

## Alimentació
Mengen principalment mol·luscs (especialment bivalves), crustacis i altres invertebrats del fons marí. També, i segons les espècies, s'alimenten de plàncton i peixos petits.

## Hàbitat
Són peixos pelàgics i marins propis de les aigües costaneres de les regions tropicals i temperades càlides (incloent-hi els esculls de corall), tot i que algunes espècies es poden trobar en estuaris i manglars.

## Distribució geogràfica
Viuen als mars i oceans càlids i tropicals (Atlàntic -fins a les Illes Britàniques i Cape Cod-, Pacífic i Índic) de tot el planeta.

## Costums
Les espècies del gènere Manta poden efectuar salts espectaculars fora de l'aigua. Són bons nedadors però necessiten reposar en el fons marí, ja que tant se'ls pot observar descansant sobre el fons, prop de la costa, com nedant activament a prop de la superfície mitjançant elegants ondulacions de les aletes pectorals.

## Depredació
Els seus principals depredadors, a banda dels éssers humans, són els taurons.

## Pesca
Algunes espècies d'aquesta família formen part de l'alimentació humana a Austràlia, Europa i Àsia (en aquest darrer continent, i de manera semblant a les aletes de tauró, les aletes d'alguns miliobàtids són consumides com a afrodisíac o per fer sopa).

## Conservació
De tots els miliobàtids, només la manta (Mobula mobular) es troba en perill d'extinció,

## Gèneres
- Aetobatus (Blainville, 1816)[17]
- Aetomylaeus (Garman, 1908)[18]
- Manta (Bancroft, 1829)[19]
- Mobula (Rafinesque, 1810)[20]
- Myliobatis (Cuvier, 1816)[21][22]
- Pteromylaeus (Garman, 1913)[23]
- Rhinoptera (Cuvier, 1829)[24][25][26][27][28][29]